# Římskokatolická farnost Chotěšov
Římskokatolická farnost Chotěšov je církevní správní jednotka sdružující římské katolíky na území obce Chotěšov a v jejím okolí. Organizačně spadá do litoměřického vikariátu, který je jedním z 10 vikariátů litoměřické diecéze. Centrem farnosti je kostel Nanebevzetí Panny Marie v Chotěšově.

## Historie farnosti
První zmínka o lokalitě Chotěšov pochází z roku 1057 a nalézá se v zakládací listině litoměřické kapituly. Chotěšov patřil litoměřickému kostelu sv. Štěpána, a v listině slova: „Hotissové hospitalis terra ad aratrum“, snad znamenají, že se jednalo o hospodu s poplužím. Dále je Chotěšov je zmiňován v roce 1226 v listině krále Přemysla Otakara II., jako dar doksanskému klášteru spolu s jinými vesnicemi. Obec je od doksanského kláštera vzdálena cca 2 hodiny chůze a řeholní sestry měly zájem, aby tamní obyvatelstvo mohlo v neděli a ve svátky chodit na mši a kázání. V Chotěšově byl postaven menší kostel, do kterého řeholnice nechaly umístit i sochu Panny Marie.
Kdy byla farnost přesně založena není známo. O samostatné faře v Chotěšově je první zmínka ze 16. století. Na pražském arcibiskupství totiž existuje listina, kterou předložili duchovní správcové libochovického panství pražskému arcibiskupovi Zbyňku Berkovi, v níž prosí o přímluvu a ochranu u jeho majestátu. V této listině, reagující na nákup statků jakýmsi protestantem, duchovní prosí, aby katolická víra nebyla v místě ve svých právech zkrácena. Na této písemné prosbě je také, kromě jiného, podepsán také Franciscus Bilinensis, parochus Chotěšovicensis, což znamená: František Bilínský, farář chotěšovský. O faráři chotěšovském koncem 16. století vykládá také pamětní kniha chotěšovské fary. Podle ní býval na kůru chotěšovského kostela starý obraz z náhrobku nějakého tamního duchovního správce s nápisem: „Léta Páně 1593 v neděli dvanáctou po sv. Trojici v noci na pondělí, tj. dne sv. Viktorina, ctihodný kněz Václav Figura, toho času farář zdejší, maje let 54, život svůj dokonal, jehožto tělo v tomto chrámu Páně, jsouc pohřbeno, odpočívá, očekávajíce slavného z mrtvých vzkříšení se všemi vyvolenými Božími svatými. Amen.“
Také z počátku 17. století se zachovala zmínka o samostatném faráři v Chotěšově. Ve věži chotěšovského kostela visel zvon, který unikl válečným rekvizicím I. světové války, na kterém byl nápis: „Léta Páně 1608 slit jest zvon v městě Lounu nad Ohří ke cti a chvále Pánu Bohu Všemohoucímu, též ku poctě blahoslavené Panně Marii a všem svatým, k záduší chotěšovskému za ctihodného kněze Šebastiána, toho času faráře chotěšovského.“ Na hřbitově v Chotěšově vedle kostela bylo podle farní knihy ještě v letech 1850 možné vidět prastarý kamenný pomník, který byl před věky postaven kterémusi chotěšovskému faráři. Na návrší za školou se ještě v na začátku 20. století nacházela zchátralá malá stodola, která se podle staré tradice nazývala farou. Chotěšovský kostel nebyl nikdy označován kostelem filiálním, ale vždy důsledně kostelem komendátním. Z těchto indicií lze usoudit, že samostatná duchovní správa zde existovala již v době před třicetiletou válkou, nicméně v jejím průběhu z důvodu velkého nedostatku kněží, byl Chotěšov přifařen do Libochovic, čímž zanikla tzv. stará farnost. Matriky jsou v místě vedeny od roku 1773. Farnost byla obnovena roku 1852 na žádost chotěšovských občanů. Do chotěšovské farnosti připadla v té době také Černiv, vzdálená asi půl hodiny pěšky. V roce 1852 žilo v Chotěšově asi 630 osob a nacházelo se zde 130 domů; v Černivi bylo asi 330 obyvatel a bylo zde kolem 70 popisných čísel na domech.

### Duchovní správci
Začátek působnosti jmenovaného v duchovní správě farnosti od:

#### Faráři předbělohorské farnosti
- 16. století Franciscus Bilinensis (František Bilínský)
- do r. 1593 Václav Figura
- kol. r. 1608 Šebastián

#### Duchovní správci obnovené farnosti
- 14. 6. 1852 proto-par. (1. farář) Josef Kučera, n. 12. 4. 1814 Roprachtice, o. 3. 8. 1838, † 29. 5. 1897 (předtím tajemník a biskupský ceremoniář v Litoměřicích[2])
- 14. 10. 1897 Anton. (Josef[2]) Náhlovský, n. 30. 12. 1843 Rovensko p. Tr., o. 23. 7. 1870, † 21. 3. 1900 (předtím farář v Terezíně[2])
- 20. 12. 1900 Ignát Píštěk (Pištěk[2]), n. 7. 7. 1831 Praha, o. 25. 7. 1856, † 27. 10. 1903 (předtím farář v Křesíně[2])
- 1903 par. vacat admin. interc. Venc. Šramek
- 14. 1. 1904 Antonín Dušek, n. 10. 12. 1865 Libáň, o. 27. 5. 1888, † 15. 3. 1950 (předtím první kazatel litoměřického katedrálního chrámu[2])
- 1. 11. 1930 Anton. Ksandr, n. 10. 6. 1888 Dubno, o. 4. 7. 1915, † 11. 10. 1949
- 12. 10. 1949 Václav Lochman
- 1. 8. 1955 Václav Černý
- 15. 12. 1957 Václav Lochman, admin. exc. z Libochovic
- 1. 1. 1983 Václav Klusoň, admin. exc. z Libochovic
- 1. 6. 1990 Jan Křížek SDB, admin. exc. z Libochovic
- 1. 8. 1992 Jiří Voleský, admin. exc. z Libochovic
- 1. 9. 1996 Józef Szeliga, admin. exc. z Libochovic
- 1. 10. 2005 Jaroslaw Kuziemko, admin. exc. z Libochovic[3]
- 2006 Tomasz Dziedzic, admin. exc. z Libochovic
- 2010 Petr Kubíček, admin. exc. z Libochovic
- 2013 Józef Szeliga, admin. exc. z Litoměřic
- 1. 3. 2014 Wojciech Szostek, admin. exc.[4] z Libochovic
- 1. 10. 2023 Lukáš Hrabánek, admin. exc. z Libochovic[5]

## Území farnosti
Do farnosti náleží území těchto obcí:
- Chotěšov (Chotieschau[p 1])
- Černiv (Tscherniw[p 1])

## Římskokatolické sakrální stavby na území farnosti
| | Fotografie | Stavba                         | Místo    | Bohoslužby                      | Zeměpisné souřadnice            | Status       | Číslo kulturní památky           |
| Kostel | Kostel     | Kostel                         | Kostel   | Kostel                          | Kostel                          | Kostel       | Kostel                           |
| --- | ---------- | ------------------------------ | -------- | ------------------------------- | ------------------------------- | ------------ | -------------------------------- |
| 1. |            | Kostel Nanebevzetí Panny Marie | Chotěšov | bližší informace o bohoslužbách | 50°26′24″ s. š., 14°5′7″ v. d.  | farní kostel | 21881/5-2058 (Pk•MIS•Sez•Obr•WD) |
| Kaple |            |                                |          |                                 |                                 |              |                                  |
| 2. |            | Kaple Všech svatých            | Černiv   | Bližší informace o bohoslužbách | 50°26′41″ s. š., 14°3′33″ v. d. | kaple        | —                                |
| Venkovní kříže |            |                                |          |                                 |                                 |              |                                  |
| 3. |            | Křížek na rozcestí             | Chotěšov | —                               | 50°26′19″ s. š., 14°5′7″ v. d.  | krucifix     | —                                |
| Některé drobné sakrální stavby a pamětihodnosti lze dohledat zde v databázi Drobné sakrální památky Zaniklé sakrální stavby lze dohledat zde v databázi Poškozené a zničené kostely, kaple a synagogy v České republice |            |                                |          |                                 |                                 |              |                                  |

Ve farnosti se mohou nacházet i další drobné sakrální stavby, místa římskokatolického kultu a pamětihodnosti, které neobsahuje tato tabulka.

## Příslušnost k farnímu obvodu
Z důvodu efektivity duchovní správy byl vytvořen farní obvod (kolatura) farnosti Libochovice, jehož součástí je i farnost Chotěšov, která je tak spravována excurrendo.